# Imini
Imini su kemijski spojevi u kojima je jedan ugljikov atom dvostrukom vezom vezan na dušikov atom.
Po redoslijedu opadajućeg prioriteta pri odabiru i imenovanju glavne karakteristične skupine, imini su osamnaesti po redu razredni spojevi.
Podređeni nazivi su aldimini i ketimini.